# Wiesenttal
Wiesenttal è un comune tedesco di 2 537 abitanti, situato nel land della Baviera.